# ابراهیم الشعیل
ابراهیم الشعیل (عربی: إبراهيم الشعيل؛ زادهٔ ۲۱ نوامبر ۱۹۹۴) یک ورزشکار اهل عربستان سعودی است.